# Akasi Motodzsiro
Akasi Motodzsiro báró (明石 元二郎 romadzsi: Akashi Motojirō , 1864. szeptember 1. – 1919. október 26.) a Japán Birodalmi Hadsereg egyik tábornoka,valamint 1918. június 6. és 1919. október 26. között Tajvan hetedik főkormányzója volt.

## A kezdetek, pályafutása
A fukuokai származású Akasi 1889-ben végzett a Japán Császári Hadsereg Akadémiáján, majd a  Szóroku Kavakami tábornok által vezetett Császári Védelmi Osztály tagja volt az első kínai-japán háború idején. Elsődleges feladatai közé tartozott az adatgyűjtés. Bejárta a Liaodong félszigetet, Észak-Kínát, Tajvant és Vietnám bizonyos részeit is. A háború utolsó időszakában őrnaggyá léptették elő.
A spanyol-amerikai háború alatt katonai megfigyelőként a Fülöp-szigetekre küldték. A bokszerfelkelés alatt az észak-kínai Tiencsinben állomásozott. Ekkor kapta meg az alezredesi rangot.

## Kémkedés az orosz-japán háború alatt
1900 végén diplomácia feladatokkal megbízva beutazta Európa bizonyos részeit, többek között Németországot, Svájcot, Svédországot, 1901-ben Franciaországot és 1902-ben az oroszországi Szentpétervárat.  A Japán Birodalmi Hadsereg katonai rendőrségének tagjaként, Akasi feladata egy összetett kémhálózat kiépítése volt Európa jelentősebb városaiban, speciálisan képzett ügynökök támogatásával. Segítségére voltak továbbá a letelepedett japán munkásosztály tagjai, kereskedők, valamint Japán számára megbízható (vagy busás fizetség fejében segítségüket nyújtó) helyiek. 
Az orosz-japán háború kirobbanása előtti igencsak feszült időszakban 1 millió jen (akkoriban ez elképzelhetetlenül nagy összeg volt) állt rendelkezésére, hogy információkat gyűjtsön az orosz csapatok helyzeteiről, haditengerészeti fejlesztéseikről, valamint, hogy olyan orosz forradalmárokat támogasson, mint Litvinoff, Orlovszki és Lenin. Szentpétervári tartózkodása alatt állítólag Sidney Reilly, a híres orosz kém az ő megbízásából kémkedett az orosz erődök védelmi ereje után Port Arthurban. A háború kirobbanását követően felkutatta, valamint pénzügyi és harcászati támogatásban részesítette a Romanov-házat megdönteni tervező forradalmárokat.
Akasi továbbá tehetséges költő és festő volt, csak úgy mint kém és tábornok barátja, Fukusima Jaszumasza. A közös érdeklődési körök következtében tudta sikeresen Sidney Reilly-t is a japánok oldalára állítani.
A már a háború kirobbanása előtti, az Ohrana által szervezett elfogatást és orgyilkosságot megúszva, Akasi 1904. végén Helsinkiben telepedett le. Beutazta Stockholmot, Varsót, Genfet, Lisszabont, Párizst, Rómát, Koppenhágát, Zürichet és még Irkutszkot is. Bizonyos orosz anarchista és szeparatista csoportokat pénzzel és fegyverekkel támogatott Finnországban és Lengyelországban, és segített megszabadulni muszlim csoportoktól a Krímen és egyéb orosz területeken. Akasi kapcsolatba lépett Konni Zilliacus-szal Stockholmban és a Svájcba száműzött Leninnel is. Japánban széles körben gondolták, hogy ő hozzá köthető az orosz belügyminiszter, Vyacheslav von Plehve (akit sokan háborús bűnösnek tartanak Japánban) merénylete, valamint, hogy ő támogatta Gerge Gapon atyát, a Véres Vasárnapi Felkelés fő szervezőjét. A japán vezetőség úgy gondolta, hogy Akasi „több mint 10 osztagnyi katonát ér”, és nagyban hozzájárult a japán győzelemhez, így 40 éves korára ezredessé léptették elő.

## Korea japán uralom alatt
1905-ben, a háború vége előtt visszahívatták Japánba, ahol újraházasodott, majd pedig megbízták a Koreában állomásozó 14. gyaloghadosztály vezetésével.
Annak ellenére, hogy Akasit köztudottan támogatta a Fekete Sárkány Társaság és azonos nézeteket vallottak, az hogy nem szerepel egy tagsági dokumentumukon se, azt a jelentheti, hogy sosem tartozott közéjük.
A háború után Koreában maradt Teraucsi Maszatake tábornokkal, ahol megszervezték a katonai rendőrséget. 49 évesen altábornaggyá léptették elő.

## Tajvan főkormányzójaként
1918-ban tábornokká léptették elő és Teraucsi miniszterelnök kinevezte őt Tajvan főkormányzójává. Továbbá megkapta a danszaku (báró) címet a kazoku főrendi méltósági rendszerben. A meglehetősen rövid hivatali ideje alatt nagy erőkkel igyekezett Tajvant infrastrukturálisan és gazdaságilag is fejleszteni. Villamosítási projektekbe kezdett, létrehozta a Tajvani Áramszolgáltatót és az ő ideje alatt kezdték el tervezni a nap-hold-tavi hidroelektromos erőművet is.  Ez a „tó” eredetileg egy mocsár volt, ahova betoncsöveken át a közeli saras folyókból vizet vezettek át, és ahol egy hatalmas gát is felépült. Akasi mégis a Ka-Nan Öntözési Rendszer megépíttetésével járult hozzá Tajvan fejlődéséhez a legjobban. Ez egy 26,000 km hosszú rendszer, a kínai nagy fal hosszának többszöröse. Ennek kivitelezése abban az időben a tajvani kormány egy egész éves költségvetésébe került. A japán birodalmi országgyűlésnek 1918-ban egy speciális határozatot kellett megszavaznia, amely 26 millió jennel járult hozzá a munkálatokhoz. Ez kb. 66,4 millió forintnak felel meg mai árfolyamon, ami nagy terhet jelentett Japánnak abban az időben, bár a jelen korban lehetetlen lenne egy ilyen kaliberű gátat megépíteni ebből a csekély összegből.

## Halála és temetése

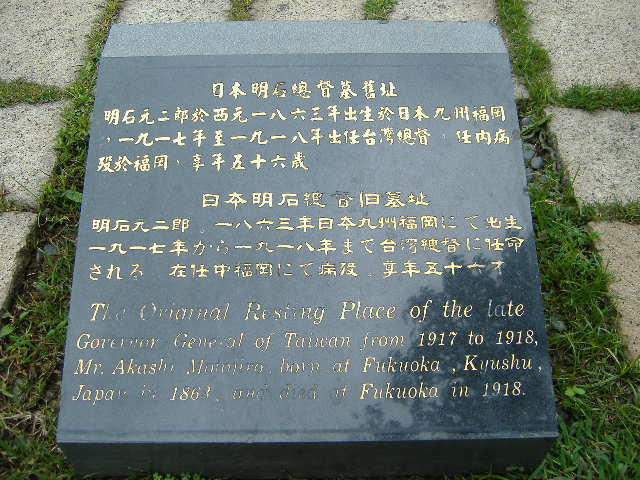
Akasi Motodzsiro sírköve

Akasi megbetegedett és hivatalba lépése után, kicsivel több mint egy éven belül amíg fukuokai otthonában járt, elhunyt. Ő volt Tajvan főkormányzói közül az egyetlen, akit hivatali ideje alatt ért utol a vég. Utolsó kívánsága szerint Tajvanon temették el, hogy „védőszentként őrizhesse Tajvan népét”. Akasit Tajhoku temetőjében temették el (mai Tajpej), ezzel ő az egyetlen japán főkormányzó,  aki a szigeten nyugszik. Hatalmas összegű támogatás és adomány gyűlt össze az emlékműve megépítésére és családja támogatására, mivel Akasinak nem volt mit hátrahagynia. 1999-ben holttestét exhumálták, majd a Szandzi községbeli (mai Hszinpej, Tajpej megye) Fujin Hegyi Keresztény Temetőben temették újra. Akasi halálával kapcsolatban számos összeesküvés elmélet született.
„Akasi ezredes” nem mindennapi hőstettei (valós vagy akár kitalált) számos regény, manga, film és dokumentumfilm alapjaiul szolgált Japánban. Sokszor a „japán James Bond-ként” hivatkoztak rá.

## Fordítás
- Ez a szócikk részben vagy egészben  az   Akashi Motojiro című angol Wikipédia-szócikk fordításán alapul.  Az eredeti cikk szerkesztőit annak laptörténete sorolja fel. Ez a jelzés csupán a megfogalmazás eredetét és a szerzői jogokat jelzi, nem szolgál a cikkben szereplő információk forrásmegjelöléseként.